# Adam Senn
Edward Adam Senn, bardziej znany jako Adam Senn (ur. 10 kwietnia 1984 w Paryżu, we Francji) – amerykański model, także aktor i restaurator.

## Życiorys

### Wczesne lata
Urodził się w Paryżu. Dorastał w Bridge City w południowo-wschodniej części Teksasu. Potem przeniósł się do Sugar Land, na przedmieścia Houston, gdzie grał w baseball i golfa. W 2002 został odkryty w holu hotelu po uczestnictwie w konwencji mody ze swoją dziewczyną i podpisał kontrakt na dwa dni po przybyciu do Nowego Jorku, tuż po ukończeniu szkoły średniej.

### Kariera
W 2003 roku podjął pracę z fotografem mody Mario Testino na potrzeby kampanii Gucci. Zaledwie kilka tygodni potem, podpisał kontrakt z Valentino brał udział w kampanii reklamowej z Karolíną Kurkovą. Od tego czasu stał się twarzą Dolce & Gabbana, m.in. na wybiegach w Mediolanie i Nowym Jorku. Związał się z agencją Why Not Model Management. Reklamował firmy Strellson, Zadig & Voltaire, Mavi Jeans i Blanco. Pracował dla takich światowej sławy projektantów mody jak Calvin Klein i Dries Van Noten oraz na okładkach magazynów mody takich jak Acne Paper, Elle Man México, Antidote, GQ Style Germany i Vogue Hombre. Wystąpił w reality show The Hills i The City (2008-2009). W 2011 roku zdobył dwie główne role filmowe w Video Girl jako Shark z Meagan Good i Magic City Memoirs jako Charles. Ponadto pojawiał się w serialach, m.in. Prawo i porządek: sekcja specjalna i VH1 Hit the Floor, gdzie zagrał postać homoseksualnego Zero.

## Wybrana filmografia
- 2011: Magic City Memoirs jako Charles
- 2011: Prawo i porządek: sekcja specjalna (Law & Order: Special Victims Unit) jako Hank Roberts
- 2011: Video Girl jako Shark
- 2013: Doctor Me jako Marty
- od 2014: Hit the Floor (Bounce) jako Zero